# Aniello Falcone
Aniello Falcone, né le 15 novembre 1607 à Naples et mort le 14 juillet 1656 dans la même ville, est un peintre baroque italien de l'école napolitaine, contemporain de Diego Velázquez auquel il est comparé pour la puissance expressive de ses œuvres.

## Biographie
Après une courte formation dans l'atelier napolitain de José de Ribera où il s'initie à l'art du Caravage, Falcone développe un style personnel dont le naturalisme s'appuie sur une pratique importante du dessin. Bien que son séjour à Rome ne soit pas attesté, il fut certainement en rapport d'une part avec les œuvres de la période romaine (1629-30) de Velàsquez, et d'autre part avec les peintres romains de bambochades (les Bamboccianti), et occupa à Naples une position analogue à celle de Pieter van Laer, développant ses dons exceptionnels de naturaliste et d'observateur attentif de la réalité dans le climat d'un caravagisme en « mineur ».
Il prend part également, avec Viviano Falcone et Domenico Gargiulo, à la réalisation d'une série de quatre grandes toiles représentant des scènes de la Rome antique pour le palais du Buen Retiro à Madrid. L'une d'elles représente des combats de gladiateurs au Colisée.
Bien qu'il réalisa aussi des compositions religieuses, Aniello Falcone est plus connu pour ses scènes de batailles, peintes pour de grands collectionneurs napolitains tel Gaspar Roomer (de bons exemples au Louvre, au musée Capodimonte de Naples et au Nationalmuseum de Stockholm) et dont il fit sa spécialité, faisant de lui le précurseur, à Naples, en ce genre, des peintres Micco Spadaro et Salvator Rosa. Ses contemporains le considéraient comme « l'oracle » de ce genre artistique, pour lequel il créa le schéma de la «bataille sans héros» (Fritz Saxl), où la violence des combats est traduite par une touche à la fois expressive et précise.
À partir de 1640, ses compositions religieuses, notamment pour les églises San Paolo Maggiore et Gesù Nuovo de Naples, témoignent de plus en plus nettement d'une connaissance des tendances lumineuses et ordonnées du classicisme romano-bolonais.
Carlo Coppola et Salvator Rosa ont été ses élèves comme Micco Spadaro, dans son atelier napolitain, entre tendances grecque, latine et espagnole, et firent partie de la « Compagnia della Morte », créée  par Aniello lui-même pour venger la mort d'un ami, avec l'objectif utopique de tuer tous les Espagnols. Masaniello fit partie lui aussi de cette compagnie. Lorsque le royaume de Naples, après à peine deux ans de révolution, revint sous la domination espagnole, la Compagnia della Morte fut dissoute, et Aniello Falcone disparut, son atelier évincé au profit de celui de Luca Giordano.
Falcone, avec Salvator Rosa, se rendit à Rome. Un Français l'incita à se rendre en France, où Louis XIV devint l'un de ses mécènes. Finalement, Jean-Baptiste Colbert accepta la demande du peintre de retourner à Naples, où il mourut pendant la peste de 1656.

## Collections publiques

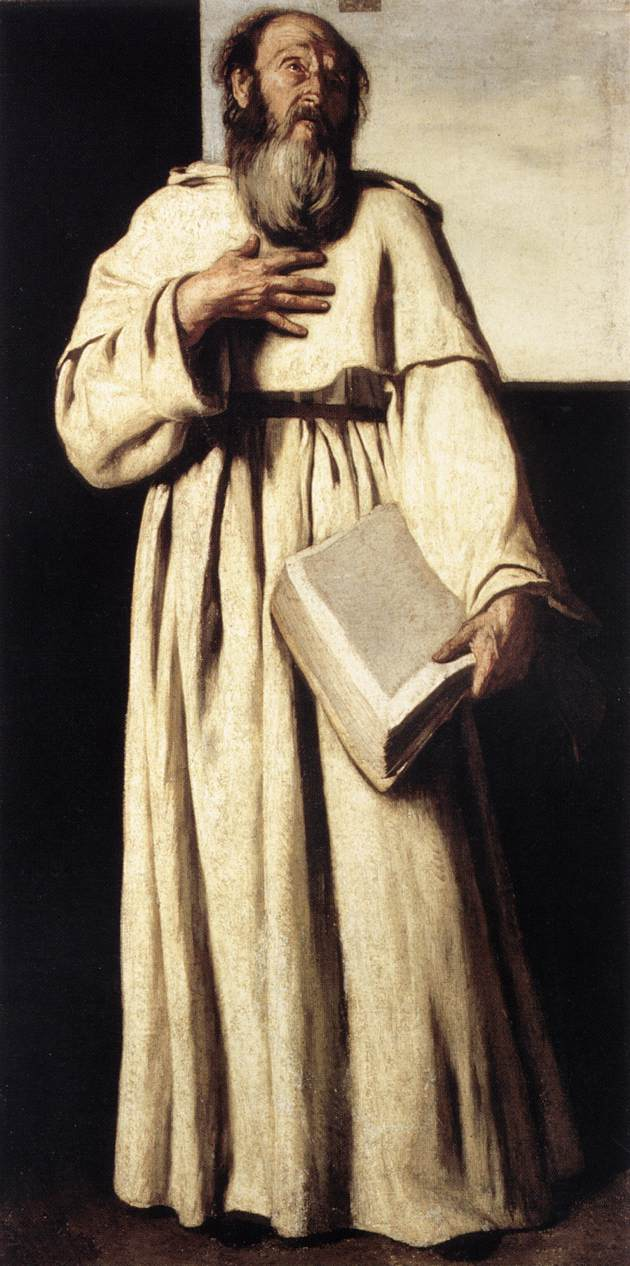
L'Anachorète (vers 1650), Rome, Galerie nationale d'art ancien.

- La Charité de sainte Lucie, 1630, huile sur toile, 75 × 86 cm, musée Capodimonte, Naples[6]
- Combat de Turcs et de chevaliers, 1631, Louvre, Paris
- La Maîtresse d'école, 1631, musée de Capodimonte, Naples
- La Tunique de Joseph rapportée à Jacob, 1630-31, musée Camillo d'Errico au palais Lanfranchi à Matera
- L'Anachorète (vers 1650), Rome, Galerie nationale d'art ancien
- Les fresques (1652) de la voûte de la grande sacristie de l'église Gesù Nuovo (en italien) à Naples
- Esther et Mardochée, Lecce, sacristie de la collégiale Santa Maria delle Grazie (en italien) à Naples
- Le Concert, Musée du Prado à Madrid
- les Gladiateurs et les Soldats romains entrant au cirque qui, avec d'autres tableaux à sujets romains peints par d'autres artistes italiens, décorèrent le palais du Buen Retiro à Madrid, musée du Prado à Madrid
- Repos durant la fuite en Égypte, cathédrale (Duomo) de Naples

## Élèves
- Carlo Coppola
- Masaniello,
- Salvator Rosa
- Micco Spadaro
- Francisco Pérez Sierra

## Sources
- L'Âge d'or de la peinture à Naples, ouvrage collectif, LIENART, 2015, p. 150  (ISBN 978-2-35906-140-6)
- Dictionnaire Larousse de la Peinture